# 維拉·瑪提
維拉·瑪提（塞尔维亚文：Веран Матић，1962年—）是被英國廣播公司新聞稱為“南斯拉夫獨立廣播的先驅”的貝爾格萊德廣播電台B92的行政總裁。
於1993年，瑪提獲得保護記者委員會頒發国际新闻自由奖。於2000年，國際新聞協會把他列為世界新聞自由英雄之一。

## 職業生涯
瑪提畢業於贝尔格莱德大学，並獲得一個世界文學學士學位。他於1984年首次參與獨立青少年媒體，並於1989年5月與薩薩·米爾科維奇共同創立了獨立廣播電台B92。此電台播放各種音樂並提供時事報道，特別是對總統斯洛博丹·米洛舍維奇的批評。因此，南斯拉夫政府採取各種行動妨礙或禁止B92進行廣播。於1996年11月，B92被禁止廣播。作為回應，B92進行網上廣播。
雖然B29的敵人是斯洛博丹·米洛舍維奇的政府，但是瑪提仍然反對1990年北約轟炸南斯拉夫的行動。於三月底，他於B92的網站上發表了一份名為《轟炸嬰兒和其洗澡水》的聲明。聲明中，他指出「北約正在履行自己末日的預言：每枚擊中地面的導彈加劇了北約本應防止的人道災難」。不久，米洛舍維奇政府以「傳輸強度超過允許水平」的理由禁止電台廣播。馬提被帶走調查，而B92的工作人員則被禁止使用自己的手機或電腦。B92的工作人員指出「他們禁止我們廣播的真正原因是我們讓人們了解現在到底發生了什麼事」。而面對著禁令，B92仍然繼續通過衛星電台和互聯網進行直播。
同年4月2日，B29的管理權被轉移到米洛舍維奇的塞爾維亞社會黨手中。當B92的記者拒絕配合新的管理者時，他們就被解僱。因此，瑪提創立了另一個名為B2-92的獨立電台。於2000年10月，B29與B2-92合併，而瑪提亦重新獲得B29的管理權。

## 獎勵和表彰
於1993年，瑪提獲保護記者委員會頒發国际新闻自由奖。五年後，瑪提、塞納·碧根尼和維克多·伊凡銑克代表所有前南斯拉夫獨立媒體接受奧洛夫·帕爾梅獎。
於2000年，國際新聞協會把瑪提列為世界新聞自由英雄之一。國際新聞協會稱讚他和B92人員「能夠面對塞爾維亞政府施壓，並對在其區域內發生的悲劇提供準確的、中立的觀點」。於2009年，瑪提獲法國政府亦頒發榮譽勳章，並把他稱為「一個為新聞自由而戰的優秀記者」。
於2011年，塞爾維亞雜誌《你好》的讀者把瑪提選為「年度最人道的名人」。在過去的一年裡，瑪提創立的B92基金資助了塞爾維亞醫院提升嬰兒科設備，並把這次行動稱為「為嬰兒戰鬥」，因此獲塞爾維亞大眾稱讚。於2012年11月，瑪提獲頒維特茲新聞終身成就獎。同年12月，塞爾維亞經理協會把瑪提評為「最佳經理」。同月，瑪提獲UEPS頒發新理念獎。
於2013年2月，瑪提獲頒其中一個國家最高榮譽，斯雷滕勳章。頒獎者指出「瑪提推行人道主義援助活動「為嬰兒戰鬥」向塞爾維亞的公民提供了福利」。